# خورش
خورش یا خورشت به گروهی از غذاها گفته می‌شود که ترکیبی آب‌دار از سبزیجات سرخ شده یا حبوبات آب‌پز هستند که معمولاً همراه با گوشت پخته و کمی آب سرو می‌شوند.
کلمهٔ خورش از برساخت‌های فعل خوردن است. در ایران قدیم قوت اصلی مردم نان بوده است و برای قابل خوردن کردن آن چیزی با آن همراه می‌کردند که به آن «نان خورش» می‌گفتند؛ مثلاً سعدی می‌گوید «یکی نان خورش جز پیازی نداشت». به تدریج واژهٔ خورش به مفهومی جدا از نان گفته شده است، تا جایی که امروزه معمولاً خورش‌ها همراه با برنج (پلو یا چلو) خورده می‌شوند.

## در آشپزی ایرانی
خورش در آشپزی ایرانی کاربرد فراوان دارد و معمولاً خورش با نان یا برنج ساده، که ممکن است به صورت پلو یا کته تهیه شده باشد، خورده می‌شود. خورش‌های ایرانی ترکیبی از گوشت، سبزیجات خشک یا تازه و حبوباتی چون عدس و لوبیا هستند. ایرانیان چلوخورش که به آن برنج و خورش هم گفته می‌شود را در غذاهای روزانه، میهمانی‌ها و مراسم رسمی استفاده می‌کنند.
از انواع خورش‌های ایرانی می‌توان به خورش‌های فسنجان، قرمه سبزی، خورش قیمه، قیمه بادمجان، خورش کرفس، خورش آلو اسفناج، خورش هویج، خورش کنگر، خورش بامیه، خورش خلال بادام، خورش آلوبخارا، خورش به، خورش ریحان، خورش گل‌کلم با سیر، باقالی خورش، خورش آلو، سیرقلیه گیلانی، میرزا قاسمی گیلانی، خورش گوشت چرخ‌کرده با لوبیا قرمز، خورش کَوَر و انواع خورش مرغ (مانند مرغ ترش و مسمای مرغ) اشاره کرد.

## نگارخانه

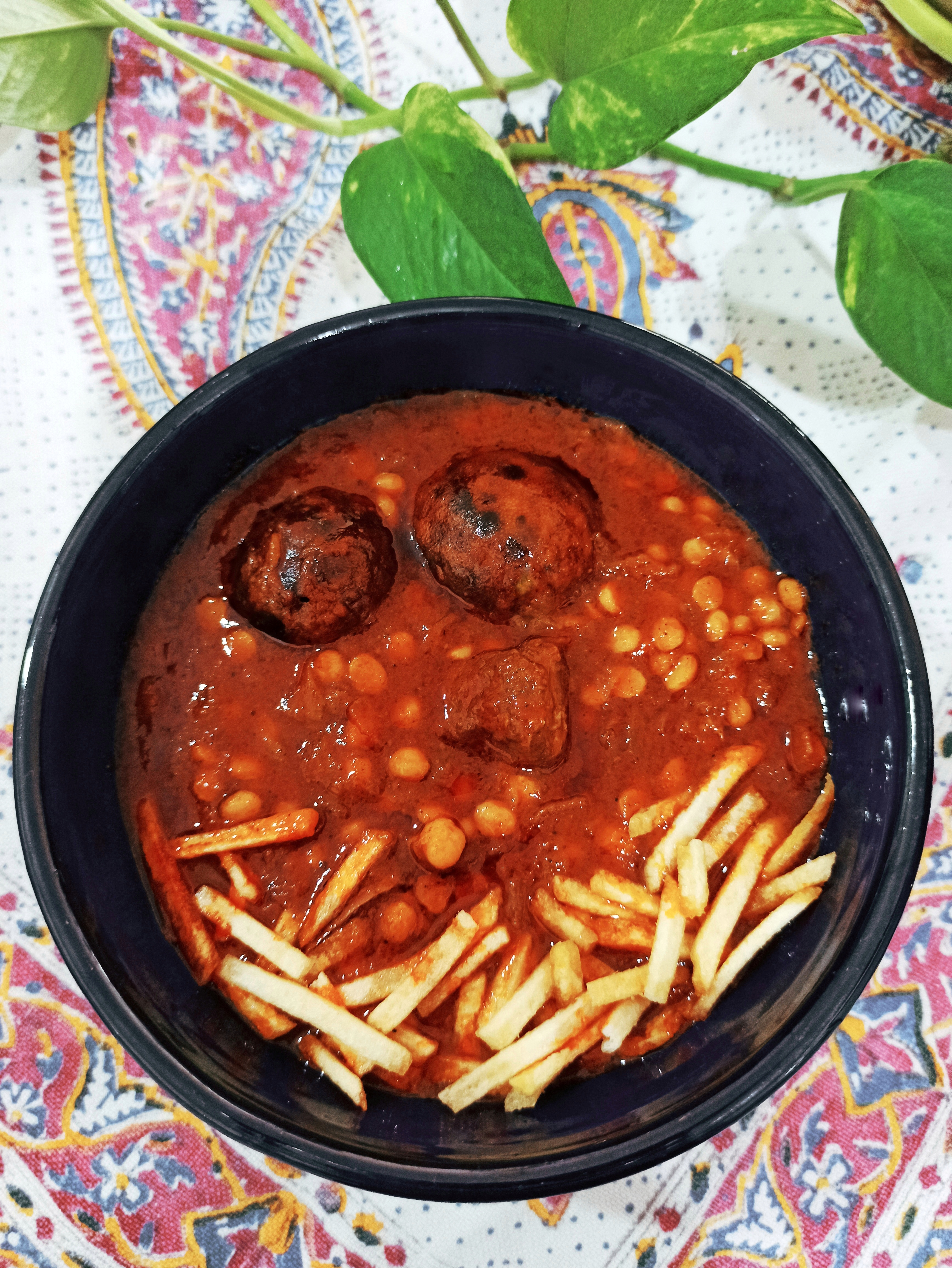
خورش قیمه